# Droga krajowa nr 155 (Kostaryka)
Droga krajowa nr 155 (hiszp. Ruta Nacional Secundaria 155/Ruta 155) – jedna z dróg krajowych w Kostaryce. Znajduje się ona w prowincji Guanacaste.

## Opis
W prowincji Guanacaste droga krajowa nr 155 przebiega przez kanton Santa Cruz (przez dystrykty Tempate, Cartagena, Cabo Velas i Tamarindo) oraz przez kanton Carrillo (przez dystrykt Belén).